# Vinti

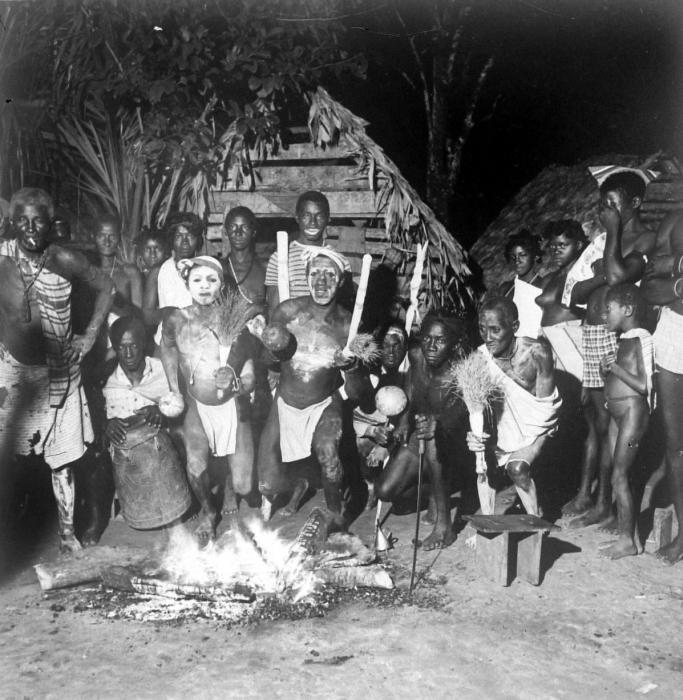
Fénykép egy marón faluban tartott vinti-tánc után, Suriname, 1948. A tánc neve ndyuka nyelven Wintidansi vagy wentipee. A táncosok gyógynövényekkel készítették fel a testüket, és ezért képesek a tűzön keresztül táncolni. Eközben (az apinti nevű ütőhangszer használata, közben éneklés és tánc) a táncos megváltozott tudatállapotba eshet. A vinti-táncot csak különleges alkalmakkor adják elő (holland Királyi Trópusi Intézet, Tárgyszám 10019264).

A Vinti (winti) egy hagyományos afro-surinamei vallás, amely Suriname-ból származik. Ez a hitrendszer különböző afrikai vallási hiedelmek és gyakorlatok összeolvadásából jött létre, amelyeket főként a holland rabszolga-kereskedelem során az elhúrcolt akan, fon és kongói népek hoztak magukkal. A vallásnak nincsenek írott forrásai, sem központi papsága. A kifejezést minden olyan természetfeletti lényre vagy szellemre (vintik) is használják, amelyet Anana, a világegyetem teremtője hozott létre.

## Leírás(ok)
A Vinti három alapelvre épül: az Anana Kedyaman Kedyanpon nevű legfőbb teremtőbe vetett hit; a vinti nevű szellemekbe vetett hit; és az ősök tisztelete. Hisznek továbbá az Ampukuban (más néven Apuku) is, amelyek emberszerű erdei szellemek. Az Ampuku képes megszállni az embereket (férfiakat és nőket egyaránt), és képes más szellemnek kiadni magát. Az Ampuku lehet vízi szellem is, ilyenkor Watra Ampuku néven ismerik.
C. Wooding 1972-ben a következőképpen írta le a vintit: „...egy afroamerikai vallás, amelyben a megszemélyesített természetfeletti lényekbe vetett hit központi helyet foglal el. Ezek a lények képesek megszállni egy személyt, mintegy kikapcsolni a tudatát, és ezáltal feltárni a múltra, jelenre és jövőre vonatkozó dolgokat, valamint természetfeletti jellegű betegségeket okozni és/vagy gyógyítani".
H.J.M. Stephen így jellemezte vintit: „... egy vallás, neve azt jelenti, hogy az isteni tisztelet. Az imádat és az ima központi szerepet játszik. Emellett erős benne a varázslás is, amit gyakran túlságosan egyoldalúan és igazságtalanul hangsúlyoztak. A mágia a földi események természetfeletti eszközökkel való befolyásolását jelenti”.

## Története
A rabszolgaság idején különböző nyugat-afrikai törzsek tagjait hozták Suriname-ba. Olyan királyságokból érkeztek, amelyekben bizonyos vallási elemek közösek voltak, mint például a legfőbb teremtő istenbe vetett hit, aki távol él az emberektől, és a világot kevésbé erős istenekre vagy szellemekre hagyja, valamint a halhatatlan emberi lélekbe vetett hit és az őstisztelet.
A tényleges rabszolgaság 1863-as eltörlése után tíz éven át a gazdasági rabszolgaság időszaka következett, amelyet „De Periode van Staatstoezicht” (Az állami felügyelet időszaka) néven ismertek. Ez 1873-ban ért véget, és a szellemi és kulturális rabszolgaság időszaka követte nagyon hosszú ideig. Az egykori rabszolgákat és leszármazottaikat rákényszerítették a kereszténységre, és közel 100 éven át (1874-1971) törvény tiltotta a vinti vallás gyakorlását. Kényszerítették őket arra is, hogy hollandul beszéljenek; a saját nyelvükön, a sranan tongó nyelven való oktatást megtiltották; és a gyerekek nem beszélhettek anyaelvükön az iskolában.
Az ezredforduló után a vinti gyakorlása egyre nagyobb lendületet vett. 2006-ban a suriname-i kormány a Tata Kwasi ku Tata Tinsensi nevű alapítványt, amely támogattja a vinti vallást, hivatalosan is elismerték vallási szervezetként. 2011-ben kinevezték az első két vinti házassági ügyintézőt. Már korábban is kineveztek vinti papokat, de még jogi státusz nélkül. 2014-ben Dorenia Babel lett az első hivatalosan elismert vinti pap, akit a kormány nevezett ki a vinti népszerűsítése érdekében. 2019-ben Glenn Helberg pszichiáter nyilvános felhívást intézett a suriname-i keresztény felekezetekhez, hogy a vinti-t tekintsék egyenrangú vallásnak.

## A lélek
Úgy tartják, hogy az embernek három belső szelleme van, a Dyodyo, a Kra és a Yorka. Ezeken keresztül az emberek beléphetnek a természetfeletti világba. A Dyodyo a szellemvilágban létező szülők, akik védelmezik gyermekeiket, lehetnek magasabb vagy alacsonyabb rendű szellemek. Ők a tiszta lelket, a Krát egyenesen Ananától kapták, és ezt adják a gyermeknek. A Kra és a Dyodyo határozza meg az értelmet és a gondolkodást, míg a biológiai szülők adják a vért és a fizikai testet. A Yorka, a másik szellemi rész, az élettapasztalatokat fogadja be. A fizikai test halála után a Kra visszatér a Dyodyo-hoz, a Yorka pedig a holtak birodalmába.

## Istenségek
Ebben az afroamerikai vallásban az isteneknek négy csoportja, pantheonja van.
- 1. Goron vinti: földi pantheon .
- 2. Vatra vinti: vízi pantheon.
- 3. Busi vinti: erdei pantheon.
- 4. Tapu vinti: égi pantheon.

Egyes  marón csoportok egy ötödik panteont is kiemelnek, a halál birodalmát.

### A földi panteon
- Aisa
- Loko
- Leba
- Fodu
- Luangu
- Grong-Ingi

### A vízi panteon
- Watra Ingi
- Watra Kromanti

### Az erdei panteon
- Busi Ingi
- Ampuku
- Kantasi
- Adumankama

### Az égi panteon
- Opete vagy Tata Ananka Yaw
- Sofia-Bada
- Awese
- Aladi
- Gisri
- Tando
- Gebry
- Adjaini

## Fordítás
- Ez a szócikk részben vagy egészben  a   Winti című angol Wikipédia-szócikk ezen változatának fordításán alapul.  Az eredeti cikk szerkesztőit annak laptörténete sorolja fel. Ez a jelzés csupán a megfogalmazás eredetét és a szerzői jogokat jelzi, nem szolgál a cikkben szereplő információk forrásmegjelöléseként.